# Ramona Castany Anglada

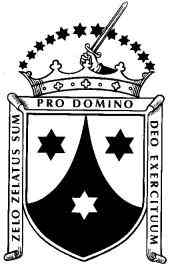
Escut de l'ordre del Carme

Ramona Castany Anglada (Banyoles, 4 de novembre de 1886 - Vic, 31 de desembre de 1963) va ser la superiora general de la congregació Instituto de Hermanas Carmelitas de la Caridad. Al llarg del període en què va estar al davant de la congregació (1945-1963) es va iniciar l'expansió missionera de la congregació per Amèrica, Àsia i Àfrica i es varen fundar 53 noves comunitats religioses entre hospitals, noviciats i col·legis, arreu del món: Anglaterra, Argentina, Brasil, Cuba, Espanya, Estats Units, França, Índia, Itàlia, Japó, Perú, Puerto Rico, República Dominicana, Uruguai, Veneçuela, Xile i Congo belga (ara República Democràtica del Congo).

## Biografia

### Infància
Era filla de Joan Castany Camó (fill de Miquel i Antònia), de Banyoles, i de Teresa Anglada Guix (filla de Carles i Raimunda), de Girona. Va ser batejada dos dies després a l'església parroquial de Santa Maria dels Turers, amb els noms de Raimunda Rosa Margarida.
De petita va viure a la casa familiar dels Castany on, a banda dels seus pares, també hi vivien els seus quatre oncles solters: Jacint, Carme, Joaquima i Maria (hi havia una cinquena, la Josefa, que ja s'havia casat i vivia al carrer Major), tot i que passats uns anys, el 1894, quan en Jacint, que era l'hereu, es va casar, el matrimoni Castany Anglada va deixar la casa i va anar a Besalú. L'any 1897 al carrer Nou 1, davant per davant de l'església de Santa Maria dels Turers, hi vivien en Joan i la seva esposa Teresa, juntament amb quatre fills: la Ramona (d'onze anys), la Nieves (de 9), en Miquel (de 3) i en Josep (de 3 mesos i que morirà poc després). És curiós, si mirem el padró municipal d'aquest any, que quan parla d'en Miquel, el fa fill de Besalú, en aquest cas però residint a Banyoles feia 2 anys. Un fet que ens ve a dir, que quan els Castany varen abandonar la casa familiar, als voltants de 1894, es devien instal·lar per un breu espai de temps a la veïna Besalú, d'on tornarien al cap de poc, ja que el 1896 surten censats de nou a Banyoles.
Els Castany eren més aviat d'origen humil, el seu oncle Jacint era semoler i el seu pare forner, d'aquí que, i seguint un costum habitual de l'època, la Ramona fos adoptada o afillada per uns seus oncles materns, que tot i que tenien una casa a la plaça de la Font de Banyoles, on possiblement devien venir a estiuejar, la seva residència habitual la tenien a Girona. D'aquí que hem de suposar que la Ramona tot just al tombant del segle xix anés a estudiar a la ciutat de l'Onyar, ja que en els padrons posteriors a 1901 no hi consta, a diferència dels seus germans Nieves i Miquel que sí que hi surten.

### Joventut
El 13 de setembre de 1907, a l'edat de 22 anys va ingressar al Instituto de Hermanas Carmelitas de la Caridad, pronunciant els seus primers vots el 10 de desembre de 1909 a la ciutat de Vic, on va passar a formar part de la comunitat del Carme, i celebrant els vots perpetus el 10 de desembre de 1912.
El 1924 fou nomenada Superiora del Col·legi de la capital osonenca, on va estar vuit anys, fins que el 1929 va ser destinada també com a superiora al col·legi Sant Rafael de Barcelona, la Casa Provincial de Barcelona. En el decurs del XIII Capítol General celebrat a Vic el 31 d'octubre de 1935 va ser nomenada Superiora Provincial de Barcelona, amb seu al col·legi de Sant Rafael, al carrer Lladó número 11, de la ciutat comtal. I en aquest col·legi s'hi estava quan va esclatar la Guerra Civil. En aquests primers moments va seguir amagada a Barcelona, visitant en més d'una ocasió, a la mare Apolonia Lizarraga del Smo. Sacramento, superiora general que s'estava amagada a la casa Tort, fins que aquesta fou detinguda i posteriorment martiritzada i assassinada a la txeca de San Elías (Barcelona) el 8 de setembre de 1936.
Sobre aquests fets la Ramona en va escriure una Relación detallada de lo que ocurrió a la Rvma. madre Apolonia Lizarraga del Smo. Sacramento, superiora general de las carmelitas de la caridad, en Vich y Barcelona, en la persecución religiosa iniciada en el 19 de julio de 1936 que es va editar a Roma l'any 1938.
D'aquests primers mesos de la guerra, la Pepita Castany (filla d'un cosí germà de la Ramona, en Miquel Castany Peradalta, mestre que havia estat de Banyoles en l'època del mestre Estartús), recorda una anècdota que li va explicar la Nieves, la germana de la Ramona, i que la mateixa Ramona havia corroborat: «Eren els primers mesos de la Guerra quan fou detinguda per uns milicians i obligada a entrar en un cotxe. Mentre era traslladada, els tres milicians que l'havien detingut, es varen posar a discutir sobre uns diners que tenien i que s'havien de repartir, tot i que no sabien quants en pertocaven a cadascú. La Ramona, amb molta serenitat, va intervenir en la discussió i els va calcular quants els en tocaven. Després d'això, varen aturar el cotxe i la varen fer baixar, quedant així en llibertat».

### Després de la Guerra Civil
Acabada la guerra, el setembre de 1939, en el XIV Capítol General, celebrat a Sevilla, i on es va escollir Superiora General de la congregació a la mare Elisa Irízar, va ser nomenada tercera consultora, entrant a formar part del Consell General de la congregació, que en aquell temps estava format per superiora general i quatre consultores, (la primera exercia de vicaria en absència o malaltia de la general), més la secretària general i la procuradora general.
El 25 de març de l'any 1940 la Cúria Generalícia de Vic es va traslladar a Madrid. Anys més tard, i davant la petició del papa Pius XII de què les cases generalícies estiguessin a Roma, Castany s'hi va avenir a portar-ho a terme l'any 1962, però no es va fer efectiu fins a l'any 1965, essent Dolores Vives la Superiora General.

### Nomenament com a Superiora General
L'any 1943 va embarcar a Bilbao en el vaixell «Cabo de Hornos» i es va dirigir a l'Argentina, en qualitat de delegada de la superiora general Elisa Irízar, per visitar les Cases d'Amèrica del Sud. De retorn, es trobava embarcada, quan va rebre la notícia de la mort de la Mare Irízar, ocorreguda el 16 de juny de 1944 a la casa general de Madrid.
De tornada a la península, va poder assistir al XV Capítol General celebrat a Zumaya el 27 de juliol de 1945, sota la presidència del Cardenal Segura, on fou escollida, per unanimitat de vots, la setena Superiora General de les Germanes Carmelites de la Caritat Vedruna. Càrrec que revalidà en els dos següents Capítols, el de 1951 i el de 1957.

### Expansió internacional de la congregació
El 1958 viatjà a Roma, on el 23 de maig és rebuda en audiència pel Papa Pius XII. Són anys de molta feina, preparant el viatge que la durà a embarcar a Cadis el 25 d'agost de 1948 en el vaixell «Cabo de Buena Esperanza», amb destí a l'Argentina, en un llarg periple que la durà a recórrer els continents sud-americà i asiàtic, i que la situarà el 18 d'octubre de 1948 a Anking (Xina).
El 16 de juny de 1949 es produeix la primera fundació al Japó, país que visitarà l'any 1951, el mateix any que durà a terme la fundació de la província de Girona, fundació que ella mateixa defensarà en una circular, datada el 12 d'octubre d'aquell any on deia: «atendiendo al excesivo número de las Casas que cuenta la Provincia de Barcelona, se convino en subdividirla en dos: la de Barcelona con treinta residencias y la de Gerona ?que deberá depender de Barcelona? con veinticuatro ídem».
Amb la nova província creada, molt aviat es va veure la necessitat de crear una casa noviciat, i després de moltes temptatives, l'any 1960, a proposta de la mare provincial, Maria Boleda, que s'estava al col·legi de Girona, la Ramona va donar suport a la creació de la casa provincial i noviciat de Sant Josep de Caldes de Malavella que es va inaugurar el 28 de maig de 1961, comptant amb la seva presència i la del bisbe de Girona, Josep Cartañá, a banda d'altres prelats i autoritats.
Al llarg dels anys cinquanta, es produeixen fundacions a Veneçuela, el 1953 (el mateix any que ella visita l'Índia); Cuba, el 1954; i EUA i el Congo, el 1957, any en què torna a ser escollida Superiora General per sis anys més, i any en què complirà les bodes d'or de vida religiosa, motiu pel qual els dies 12 i 13 de setembre de 1957, a Vic, l'Institut li va retre un «Homenaje filial». Fou un acte al qual es varen convidar a participar en totes les cases i comunitats provincials. En la carta que la Vicaria General, en nom del Consell General, va enviar els deia que tenint present que totes elles havien de portar «obsequios materiales y espirituales», els demaneven que «se esmeren en ofrecerle el mayor número de obsequios que, reunidos, formaran el Tesoro Espiritual de su Provincia». Pel que fa al regal material comentava que podia ser «una cantidad con que todas las comunidades contribuyan a la erección de una Capilla particular, dedicada exclusivamente a guardar los restos venerados de nuestra Beata Madre, en la misma iglesia de Vich [aquesta capella es correspon amb la capella que hi ha al lateral de l'església de la casa mare i que és on es va dipositar el sarcòfag de Santa Joaquima Vedruna]». El dissabte 12 a la tarda varen començar els actes protocol·laris i a la «Sala contigua del Niño Jesús» davant de las «H.H. de la Tercera Probación, las Novicias y las Postulantes» se li varen fer diversos regals, entre ells: «un precioso y artístico Album de cuero repujado, y páginas orladas de hermosas viñetas policromadas, que contenian los nombres de todas las Hermanas del Instituto» i «el proyecto y maqueta de una rica Capilla, destinada a guardar los restos venerados de nuestra Santa Madre». I el dia 13, dia que elles titularen «Dia de la Fiesta» va començar amb «un trepidar inquieto de fervorosas Terceronas y Novicias que atravesaron presurosas corredores, galerias, hasta dejar el último peldaño de interminables escaleras» per ser les primeres a arribar a la capella on es feien els actes religiosos, una capella que va quedar plena de gom a gom. Després dels actes religiosos, es varen traslladar a la Sala del Noviciat on va seguir la festa, amb poesies i cants i entre ells «el himno de la Virgen de Montserrat, en catalàn, pronunciado por castellanas castizas», seguit de la felicitació de totes les germanes presents, vingudes d'arreu del món. D'aquí que aquell dia a banda dels idiomes espanyol i català, també es varen poder sentir parlaments en japonès, brasiler, anglès, francès i kikongo.
El 12 d'abril de 1959 es produeix la canonització de la fundadora, Joaquima de Vedruna, un motiu que la va dur, a ser rebuda, el gener del mateix any, (juntament amb la germana Dolors Vives, vicària general), per l'aleshores cap de l'estat espanyol, Francisco Franco.
Va morir a Vic el 31 de desembre de 1963, on està enterrada al cementiri de la casa mare del carrer Torres i Bages, 9, en la cripta de la capella que hi ha al jardí.